# Optic Lake
Optic Lake är en sjö i Kanada.   Den ligger i Kenora District och provinsen Ontario, i den sydöstra delen av landet, 1 500 km väster om huvudstaden Ottawa. Optic Lake ligger 386 meter över havet.
I omgivningarna runt Optic Lake växer i huvudsak barrskog. Trakten runt Optic Lake är nära nog obefolkad, med mindre än två invånare per kvadratkilometer.